# 이인삼각
이인삼각(二人三脚)이란 달리기에서 2명이 발을 묶어서 마치 다리가 3개처럼 보이게 하여 뛰는 달리기를 말한다. 학교의 운동회에서 주로 진행된다.

## 같이 보기
- 소학생 클래스 대항 30인 31각 (小学生クラス対抗30人31脚)
- 운동회